# Собик, Антони
Антони Собик (пол. Antoni Sobik, 17 января 1905 — 23 июня 1994) — польский спортсмен (легкоатлет и фехтовальщик), призёр чемпионата мира.

## Биография
Родился в 1905 году в деревне Гартовице (в настоящее время — часть города Рыбник), Германская империя. В 1920—1930-х годах активно занимался лёгкой атлетикой, завоевал ряд медалей на чемпионатах Польши.
С 1931 года занялся фехтованием, фехтовал всеми видами оружия, неоднократно становился чемпионом Польши. В 1934 году стал бронзовым призёром в командном первенстве на саблях Международного первенства по фехтованию в Варшаве (в 1937 году Международная федерация фехтования задним числом признала все прошедшие ранее Международные первенства по фехтованию чемпионатами мира). В 1936 году принял участие в Олимпийских играх в Берлине, но там польские саблисты стали лишь 4-ми в командном первенстве.
В 1948 году принял участие в Олимпийских играх в Лондоне, но ни на шпагах, ни на саблях медалей не завоевал.